# Eurhadina koreana
Eurhadina koreana är en insektsart som beskrevs av Irena Dworakowska 1971. Eurhadina koreana ingår i släktet Eurhadina och familjen dvärgstritar. Inga underarter finns listade i Catalogue of Life.